# Arrondissement Villefranche-sur-Saône
Villefranche-sur-Saône is een arrondissement van het Franse departement Rhône in de regio Auvergne-Rhône-Alpes.

## Kantons
Het arrondissement is sinds 2017 samengesteld uit de volgende kantons:
- Kanton Anse
- Kanton L'Arbresle (gedeeltelijk)
- Kanton Belleville-en-Beaujolais
- Kanton Val d'Oingt
- Kanton Gleizé
- Kanton Tarare
- Kanton Thizy-les-Bourgs
- Kanton Villefranche-sur-Saône